# 로우 노바

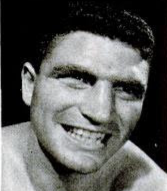

루 노바(Lou Nova, 영어 발음: /luː/, 1913년 3월 16일 ~ 1991년 9월 29일)는 미국의 배우, 권투 선수이다.
로스앤젤레스에서 태어났으며 새크라멘토에서 사망하였다.

## 출연 작품
- 모던 밀리 (1967년)
- 루이자의 선택 (1964년)
- 프린스 밸리언트 (1954년)
- 랜섬 (1954년)
- 톨 타겟 (1951년)
- 전사의 용기 (1951년)
- 웨어 더 사이드워크 엔드 (1950년)
- 썸웨어 인 더 나잇 (1946년)
- 스윙 피버 (1943년)